# Haydon L. Boatner

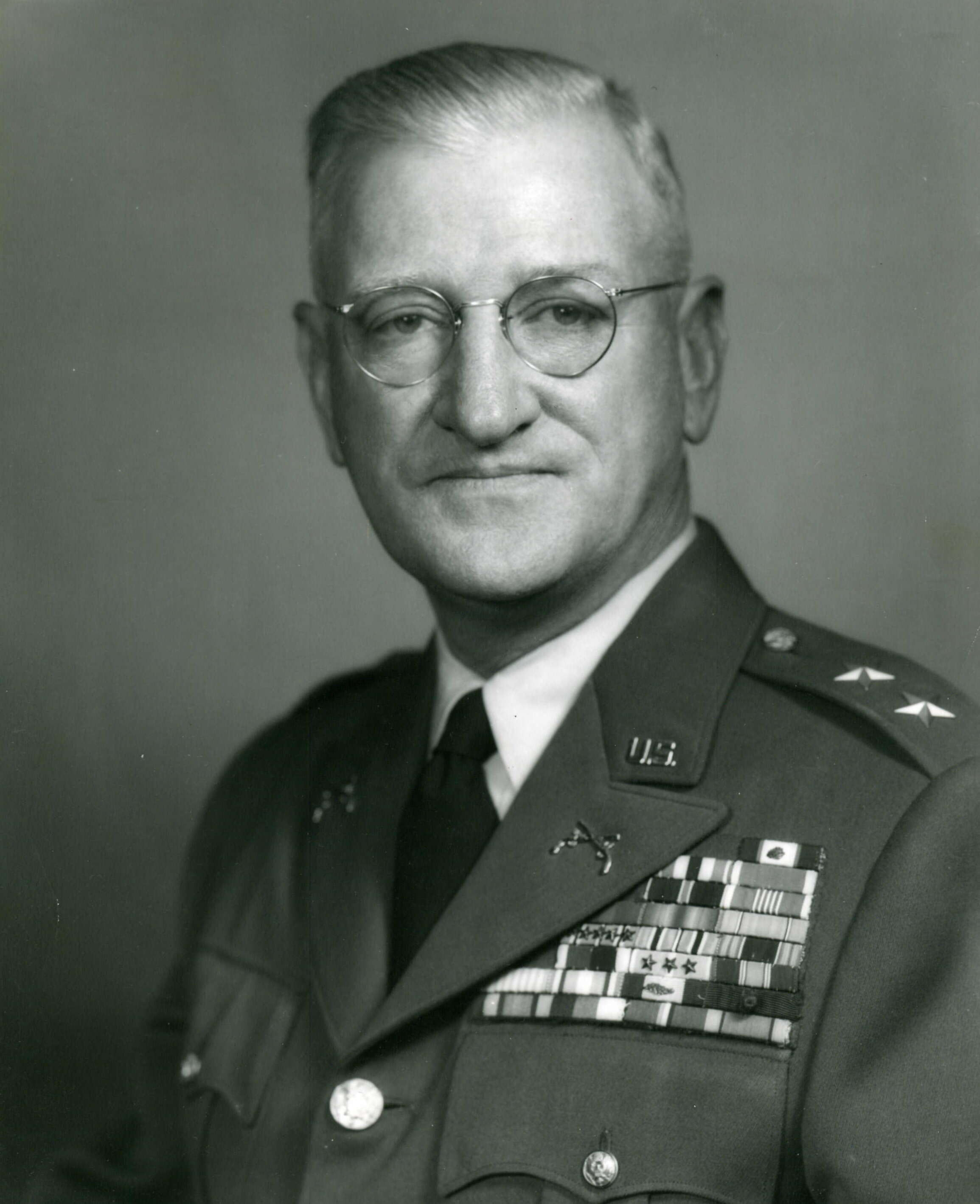
Haydon L. Boatner

Haydon LeMaire Boatner (* 8. Oktober 1900 in New Orleans, Louisiana; † 29. Mai 1977) war ein Generalmajor der United States Army. Er war unter anderem Kommandeur der 3. Infanteriedivision.
Haydon Boatner war ein Sohn von Mark Mayo Boatner und dessen Frau  Byrd Elizabeth Bryant. Der Vater war ein angesehener Rechtsanwalt und Richter in New Orleans. Der jüngere Boatner studierte zunächst bis 1920 an der Tulane University. In den Jahren 1920 bis 1924 durchlief er die United States Military Academy in West Point. Nach seiner Graduation wurde er als Leutnant der Infanterie zugeteilt. In der Armee durchlief er anschließend alle Offiziersränge vom Leutnant bis zum Zwei-Sterne-General.
In seinen jüngeren Jahren absolvierte er den für Offiziere in den niederen Rangstufen üblichen Dienst in verschiedenen Einheiten und Standorten. Zwischen 1928 und 1934 war er in China stationiert. Dort gehörte er bis 1930 dem Stab des 15. Infanterieregiments in Tianjin an. Danach gehörte er dem Stab der amerikanischen Botschaft in Peking an. Damals erlernte er die chinesische Sprache.
Nach seiner Rückkehr in die Vereinigten Staaten setzte er seine Offizierslaufbahn fort. Ende der 1930er Jahre absolvierte er das Command and General Staff College in Fort Leavenworth in Kansas. Nach dem amerikanischen Eintritt in den Zweiten Weltkrieg gehörte er für kurze Zeit dem Stab der 3. Armee an. Ab Januar 1942 war er für den Rest des Krieges auf dem asiatischen Kriegsschauplatz, vor allem in Burma, eingesetzt. Dort kommandierte er verschiedene Einsatzgruppen. Zwischenzeitlich war er auch Verbindungsoffizier und Stabschef der dortigen chinesischen Einheiten.
Nach dem Krieg war Boatner zwischen 1946 und 1948 Stabsoffizier in der Abteilung G1 (Personal) der 4. Armee. Danach war er bis 1951 Dozent für Militärtaktik am Texas Agricultural & Mechanical College. Anschließend wurde er zum Stab der 2. Infanteriedivision nach Südkorea versetzt, wo er am dortigen Krieg teilnahm. Im Jahr 1952 leitete er ein Kriegsgefangenenlager auf Koje Island.
Im Jahr 1953 wurde er zum stellvertretenden Kommandeur der 4. Armee ernannt. In dieser Eigenschaft übte er zwischen Juni und September kommissarisch das Amt des Kommandeurs aus um die Zeit zwischen dem vorherigen Kommandeur William M. Hoge und dessen Nachfolger John Dahlquist zu überbrücken. Zwischen Dezember 1954 und Oktober 1955 kommandierte Haydon Boatner die 3. Infanteriedivision, die damals vorübergehend in Fort Benning, dem heutigen Fort Moore, stationiert war. Nach einer zwischenzeitlichen anderen Verwendung wurde er am 19. November 1957 zum United States Army Provost Marshal General ernannt. Damit war er oberster Leiter der Militärpolizei des US-Heeres. Diesen Posten hatte er bis zu seinem Eintritt in den Ruhestand am 31. Oktober 1960 inne.
Haydon Boatner starb am 29. Mai 1977 und wurde auf dem amerikanischen Nationalfriedhof Arlington beigesetzt.

## Orden und Auszeichnungen
Haydon Boatner erhielt im Lauf seiner militärischen Laufbahn unter anderem folgende Auszeichnungen:
- Army Distinguished Service Medal
- Silver Star
- Legion of Merit
- Bronze Star Medal